# Darthang-Kloster
| Tibetische Bezeichnung                            |
| ------------------------------------------------- |
| Tibetische Schrift: དར་ཐན་དགོན་པ།                  |
| Wylie-Transliteration: dpal yul dar thang dgon pa |
| Chinesische Bezeichnung                           |
| Vereinfacht: 白玉达唐寺; 达唐寺; 白玉寺           |
| Pinyin:Baiyu Datang si; Datang si; Báiyù Sì       |

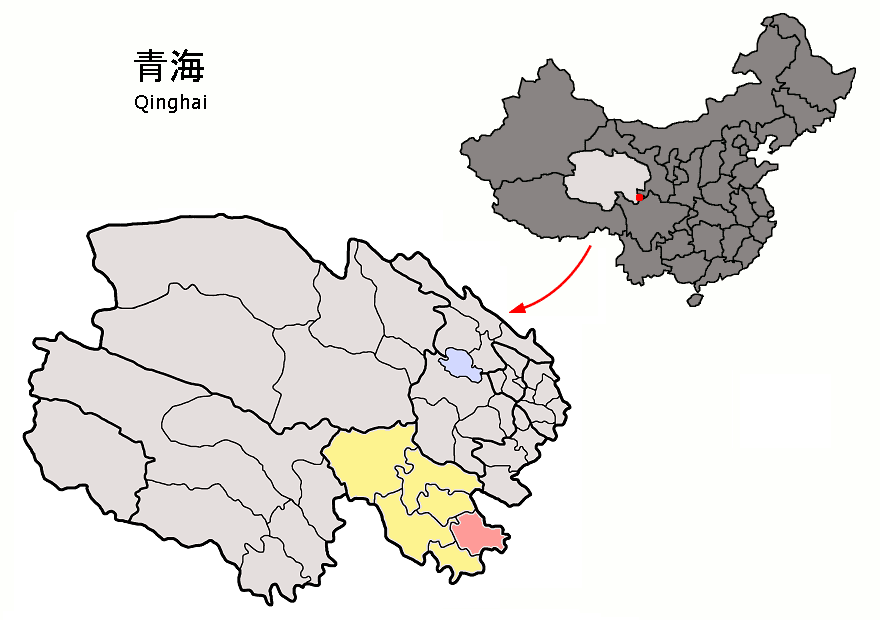
Lage des Kreises Jigzhi (rosa) in Golog (gelb)

Das Darthang-Kloster (tib.: dar thang dgon pa) bzw. Pelyül-Darthang-Kloster (tib.: dpal yul dar thang dgon pa) oder Pelyül-Kloster (dpal yul dgon pa; chin. Báiyù Sì 白玉寺) im südlichen Amdo zählt zu den sich am schnellsten entwickelnden Nyingmapa-Klöstern des Golog-Gebiets. Es ist das größte Kloster der Nyingma-Schule in der Grenzregion der chinesischen Provinzen Sichuan, Gansu und Qinghai.

## Beschreibung
Das Kloster ist das wichtigste Filialkloster des Pelyül-Klosters (tib.:  dpal yul dgon pa) im gleichnamigen Kreis Pelyül (Baiyü) in Karze (Garzê) in Sichuan, d. h. des Gründungsklosters der Pelyül-Schule, einer Unterschule der Nyingma-Schule des tibetischen Buddhismus.
Das Darthang-Kloster befindet sich in der Gemeinde Pelyül (dpal yul; chin.  Baiyu xiang 白玉乡) des Kreises Cigdril (Jigzhi) des Autonomen Bezirks Golog der Tibeter im Südosten der chinesischen Provinz Qinghai auf einer Höhe von ca. 3.500 Metern. 
Das Kloster wurde 1857 oder 1882 von Pelyül Gyatrül Pema Do-ngag Tendzin (dpal yul rgya sprul padma mdo sngags bstan 'dzin; 1830–1891), dem Lebenden Buddha (Trülku) aus dem Pelyül-Kloster in Kham, gegründet.
Eine der bedeutendsten mit dem Kloster in Verbindung stehenden zeitgenössischen Persönlichkeiten
ist Tarthang Tulku Rinpoche.
Der gegenwärtige Akung Rinpoche wurde im Darthang-Kloster inthronisiert.
1938 wurde das Kloster von Truppen des lokalen Kriegsherren Ma Bufang angegriffen und zerstört.
Für Baiyu Qiaozhi 白玉乔智, den ehemaligen Vizepräsidenten der Vereinigung der Buddhisten der Provinz Qinghai, der sich um seinen Wiederaufbau verdient gemacht hat, wurde nach seinem Tod zu seinen Ehren im Kloster eine Stupa errichtet, die als die edelste Grabstupa in einem tibetisch-buddhistischen Kloster in der Provinz Qinghai angesehen wird.

## Liste der Äbte
Schreibung in diesem Absatz nach Tarthang Monastery:
1. Khedrub Karma Gyurme Ngedon Tendzin (mkhas grub karma 'gyur med nges don bstan 'dzin)
2. Gyatrul Pema Dongak Tendzin
3. Urgyen Dongak Chokyi Nyima
4. Tarthang Lhatrul Pema Garwang Tendzin (lha sprul padma gar dbang bstan 'dzin)[16]
5. Dzitrul Jamyang Sherab Chokyi Nangwa
6. . Paro Kuchen Pema Samdrub Dorje
7. Jamyang Jigme Chokyi Dawa ('jam dbyangs 'jigs med chos kyi zla ba)

## Denkmal
Das Kloster steht seit 1998 auf der Liste der Denkmäler der Provinz Qinghai.

### Nachschlagewerke
- Gyurme Dorje: Tibet Handbook
- Zangzu da cidian. Lanzhou 2003 (art.tze.cn)